# Dia Internacional de Preparação Epidemiológica
O Dia Internacional de Preparação Epidemiológica é um dia internacional que incentiva cada indivíduo, cada instituição e cada governo a observar o Dia Internacional anualmente “... apropriadamente e conforme os contextos e prioridades nacionais, por meio de atividades de educação e conscientização, a fim de destacar a importância da prevenção, da preparação e da parceria contra epidemias”.
A Assembleia Geral das Nações Unidas designou o dia 27 de dezembro como o Dia Internacional de Preparação Epidemiológica em sua Resolução de 7 de dezembro de 2020.
O impulso para designar um dia específico para esse tópico foi, obviamente, a experiência com a epidemia interminável e ainda não contida da pandemia de COVID-19. A Organização Mundial da Saúde, bem como os governos e líderes de todo o mundo, perceberam que “há uma necessidade urgente de ter sistemas de saúde resilientes e robustos, alcançando aqueles que são vulneráveis ou estão em situações vulneráveis”. E, especificamente, que “Há uma grande necessidade de aumentar a conscientização, a troca de informações, o conhecimento científico e as melhores práticas, a educação de qualidade e os programas de defesa de direitos sobre epidemias nos níveis local, nacional, regional e global como medidas eficazes para prevenir e responder a epidemias.”
Muitos países e regiões acolhem com satisfação a atenção extra que a observância desse Dia Internacional pode trazer para seus esforços não apenas para conter a epidemia de COVID-19, mas também para melhorar suas capacidades de resposta no futuro, de modo que estejam mais bem equipados para desafios futuros.